# Nooralotta Neziri
Nooralotta Neziri (née le 9 novembre 1992 à Turku) est une athlète finlandaise, spécialiste du 100 m haies.

## Carrière

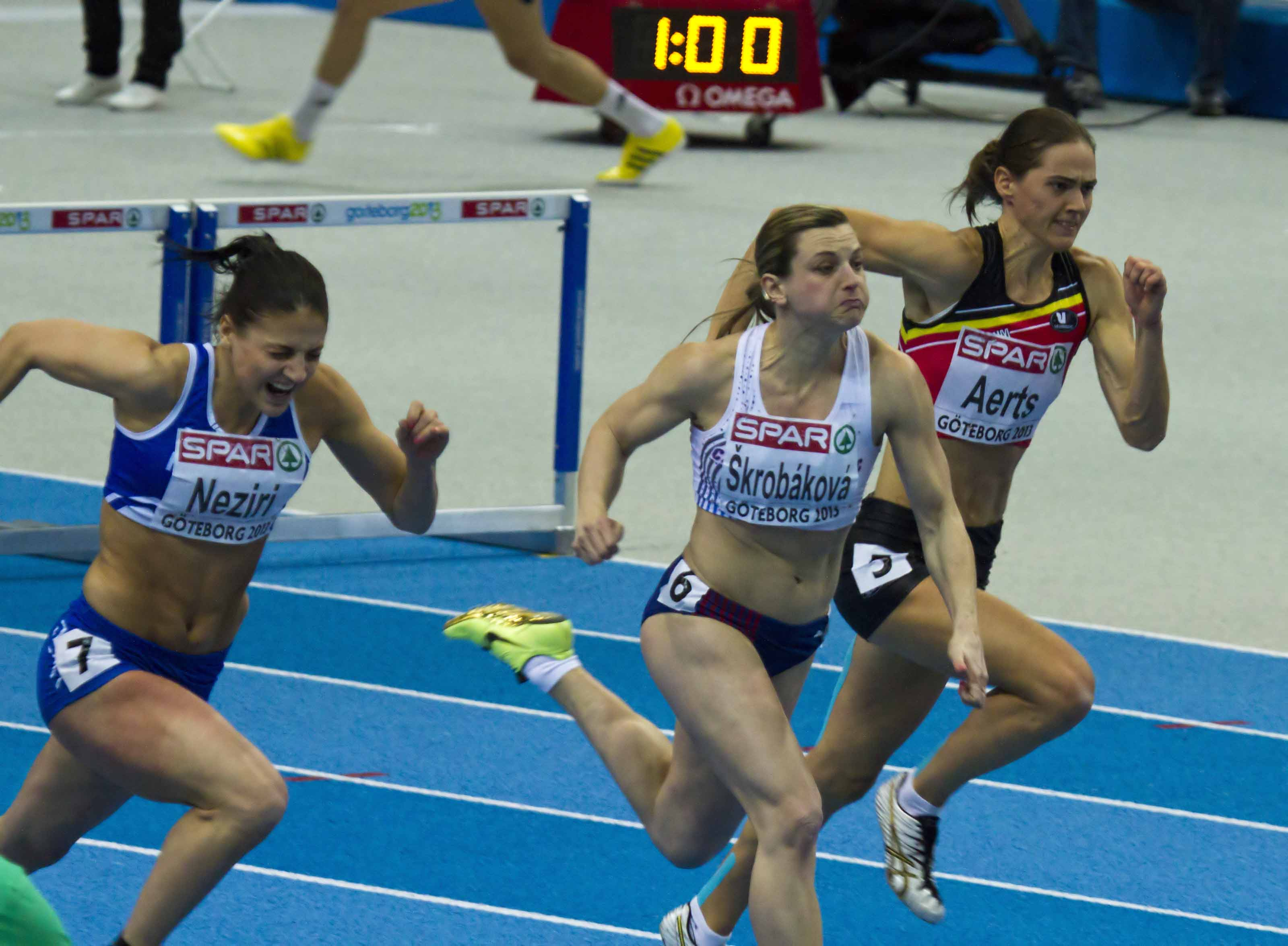
Nooralota Neziri (gauche) lors des demi-finales des championnats d'Europe en salle 2013.

Née à Turku, sa mère est finlandaise tandis que son père est originaire de la communauté albanaise de Macédoine. Elle appartient au club du Turun Urheiluliitto (Turku).
En 2009, elle participe à sa première compétition internationale à l'occasion des championnats du monde cadets de Bressanone et termine à la 5e place de la compétition en 13 s 44. Deux semaines plus tard, à Tampere, à domicile, elle décroche la médaille d'or du festival olympique de la jeunesse européenne en 13 s 23, record personnel.
Deux ans plus tard, elle s'impose aux championnats d'Europe juniors de Tallinn en 13 s 34. L'année précédente, elle se classait 5e des championnats du monde juniors de Moncton (13 s 49).
En 2013, elle atteint sa première finale sénior en grand championnat, à l'occasion des championnats d'Europe en salle de Göteborg : à 20 ans, elle prend une honorable 7e place en 8 s 19, après avoir réalisé en demi-finale son record à 8 s 07. En juillet, elle remporte la seule médaille (en bronze) de la délégation finlandaise lors des championnats d'Europe espoirs de Tampere. Le mois suivant, elle est sélectionnée pour ses premiers championnats du monde, à Moscou, et atteint les demi-finales avec un nouveau record de Finlande en 13 s 04. Le 13 juillet 2014, elle descend pour la première fois sous les 13 s au 100 m haies, en 12 s 98 à Kuortane.
En 2015, elle descend pour la première fois sous les 8 secondes au 60 m haies, réalisant 7 s 99 à Tampere (2 février) et à Jyväskyala (7 février), puis 7 s 98 à Tampere (22 février) lors des championnats nationaux. Le 6 mars, aux championnats d'Europe en salle de Prague, elle égale son record de Finlande en demi-finale en 7 s 98, et se qualifie pour la finale. Elle y prend la 6e en améliorant à nouveau le record, cette fois en 7 s 97.
En juin 2016 elle améliore deux fois son record, à Lapinlahti (12 s 82) puis à Kuortane (12 s 81). Elle atteint ensuite les demi-finales aux Championnats d'Europe ainsi qu'aux Jeux olympiques.

## Palmarès
| Date | Compétition                             | Lieu       | Résultat | Épreuve     | Temps   |
| ---- | --------------------------------------- | ---------- | -------- | ----------- | ------- |
| 2009 | Championnats du monde cadets            | Bressanone | 5e       | 100 m haies | 13 s 44 |
| 2009 | Festival olympique de la jeunesse euro. | Tampere    | 1re      | 100 m haies | 13 s 23 |
| 2010 | Championnats du monde juniors           | Moncton    | 5e       | 100 m haies | 13 s 49 |
| 2011 | Championnats d'Europe juniors           | Tallinn    | 1re      | 100 m haies | 13 s 34 |
| 2013 | Championnats d'Europe en salle          | Göteborg   | 7e       | 60 m haies  | 8 s 19  |
| 2013 | Championnats d'Europe espoirs           | Tampere    | 3e       | 100 m haies | 13 s 39 |
| 2015 | Championnats d'Europe en salle          | Prague     | 6e       | 60 m haies  | 7 s 97  |
| 2019 | Championnats d'Europe en salle          | Glasgow    | 6e       | 60 m haies  | 8 s 09  |
| 2021 | Championnats d'Europe en salle          | Toruń      | 4e       | 60 m haies  | 7 s 93  |

### National
- 5 titres en plein air au 100 m haies : 2012-2016
- 7 titres en salle au 60 m haies : 2010, 2012, 2014-2018

## Records
| Épreuve     | Temps   | Lieu          | Date                          |
| ----------- | ------- | ------------- | ----------------------------- |
| 60 m haies  | 7 s 91  | Berlin Liévin | 5 février 2021 9 février 2021 |
| 100 m haies | 12 s 81 | Kuortane      | 25 juin 2016                  |